# Style Wars
Série
Style Wars 2
(2013)
Pour plus de détails, voir Fiche technique et Distribution.
Style Wars est un téléfilm américain réalisé par Tony Silver, sorti en 1983.

## Synopsis
Un documentaire sur la culture hip-hop, notamment le graffiti, le breakdance et le rap.

## Fiche technique
- Titre : Style Wars
- Réalisation : Tony Silver
- Photographie : Burleigh Wartes
- Montage : Mary Alfieri et Sam Pollard
- Production : Henry Chalfant et Tony Silver
- Société de production : Public Art Films
- Société de distribution : Public Art Films (États-Unis)
- Pays :  États-Unis
- Genre : Documentaire
- Durée : 69 minutes
- Première diffusion : 
  -  États-Unis : 1983

## Distinctions
Le film a remporté le Grand Prix du documentaire au festival du film de Sundance.